# 湯野上温泉駅
湯野上温泉駅（ゆのかみおんせんえき）は、福島県南会津郡下郷町大字湯野上字大島にある会津鉄道会津線の駅である。
茅葺き屋根の駅舎を有し（当駅以外では豊後中村駅のみ）、駅名標には「江戸風情と湯けむりの里」とある。茅葺き屋根は最寄りの観光スポットである大内宿の街並みになぞらえて第三セクター転換後にふかれたもの。待合室には茅の虫除けのためにも必要な囲炉裏があり、有人時間帯には火が入れられている。
これらの特徴から、2002年（平成14年）に東北の駅百選に選定され、2005年（平成17年）度には、日本鉄道賞・特別賞を授与された。

## 歴史
- 1932年（昭和7年）12月22日 - 国有鉄道会津線の湯野上駅（ゆのかみえき）として開業[1]。一般駅[1]。
- 1971年（昭和46年）8月29日 - 貨物の取扱を廃止[1]。
- 1984年（昭和59年）2月1日 - 荷物の取扱を廃止[1]。
- 1987年（昭和62年）
  - 3月31日 - 貨物の取扱を戸籍上再開[1]。
  - 4月1日 - 国鉄分割民営化により、東日本旅客鉄道・日本貨物鉄道の駅となる[1]。
  - 7月16日 - 東日本旅客鉄道から会津鉄道に転換[1]。同時に湯野上温泉駅に改称[1]。
  - 12月19日[要出典] - 茅葺き屋根の新駅舎完成[2]。
- 1999年（平成11年）3月31日 - 日本貨物鉄道の駅が廃止。
  - 変圧器輸送のための特大貨物列車の発着実績が数回あった。
- 2005年（平成17年）6月 - 7月 - 初めて駅舎の屋根の茅の葺き替えが行なわれた。

## 駅構造
相対式ホーム2面2線を有する有人駅（朝から夕方のみ）で、列車交換が可能。簡易委託駅であり、駅業務を下郷町観光公社に委託している。
ホームは千鳥配置で、両方向の列車とも対向列車の手前側に停止する。駅舎は下りホーム（会津田島・会津高原尾瀬口方面）側にあり、上りホーム（会津若松方面行）とは構内踏切で結ばれている。

### のりば
| ホーム | 路線    | 方向 | 行先                         |
| ------ | ------- | ---- | ---------------------------- |
| 駅舎側 | ■会津線 | 下り | 会津田島・会津高原尾瀬口方面 |
| 反対側 | ■会津線 | 上り | 会津若松・喜多方方面         |

## 利用状況
- 会津鉄道 - 2016年度の1日平均乗車人員は82人であった[3]。

| 乗車人員推移 | 乗車人員推移     |
| 年度         | 一日平均乗車人員 |
| ------------ | ---------------- |
| 2000         | 118              |
| 2001         | 112              |
| 2002         | 112              |
| 2003         | 110              |
| 2004         | 93               |
| 2005         | 107              |
| 2006         | 107              |
| 2007         | 120              |
| 2008         | 134              |
| 2009         | 115              |
| 2010         | 107              |
| 2011         | 77               |
| 2012         | 99               |
| 2013         | 93               |
| 2014         | 68               |
| 2015         | 90               |
| 2016         | 82               |

## その他
各種のサービスは、朝から夕方までの有人時間帯のみに限られる。
- 駅売店：名産品販売のほか、地元のお菓子やコーヒーを販売、待合室で喫茶が楽しめる（日本茶のみセルフサービス）。
- 駅レンタサイクル：電動アシスト自転車の貸し出し（要確認・冬季以外）。
- 駅無料駐車場
- 足湯：親子地蔵の湯（無料、営業時間：8:30 - 19:00）
- タクシー：湯野上タクシー（駅前）
- レンタカー：会津田島のNTレンタカーが当駅までの配車、引き取りを行っている（9時 - 16時・有料）。

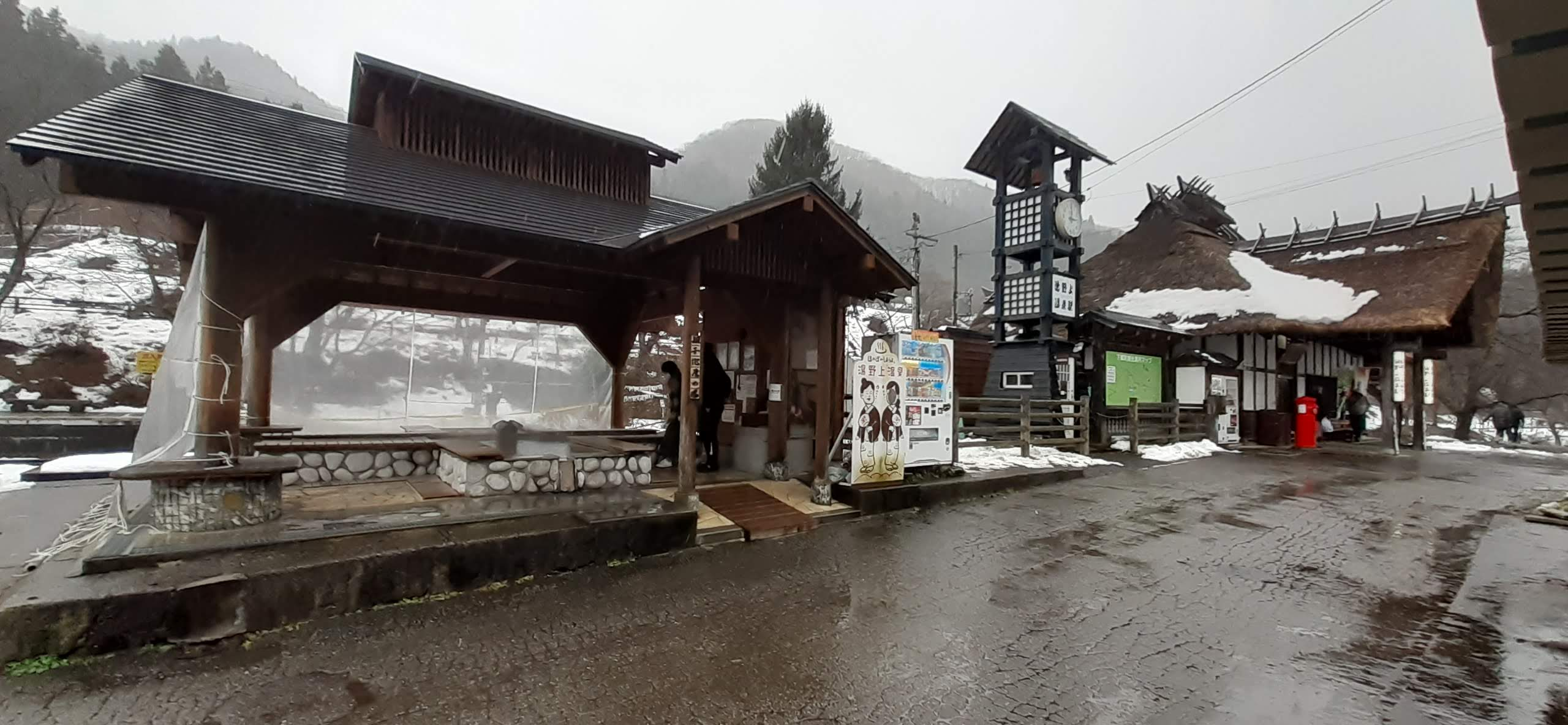
足湯：親子地蔵の湯
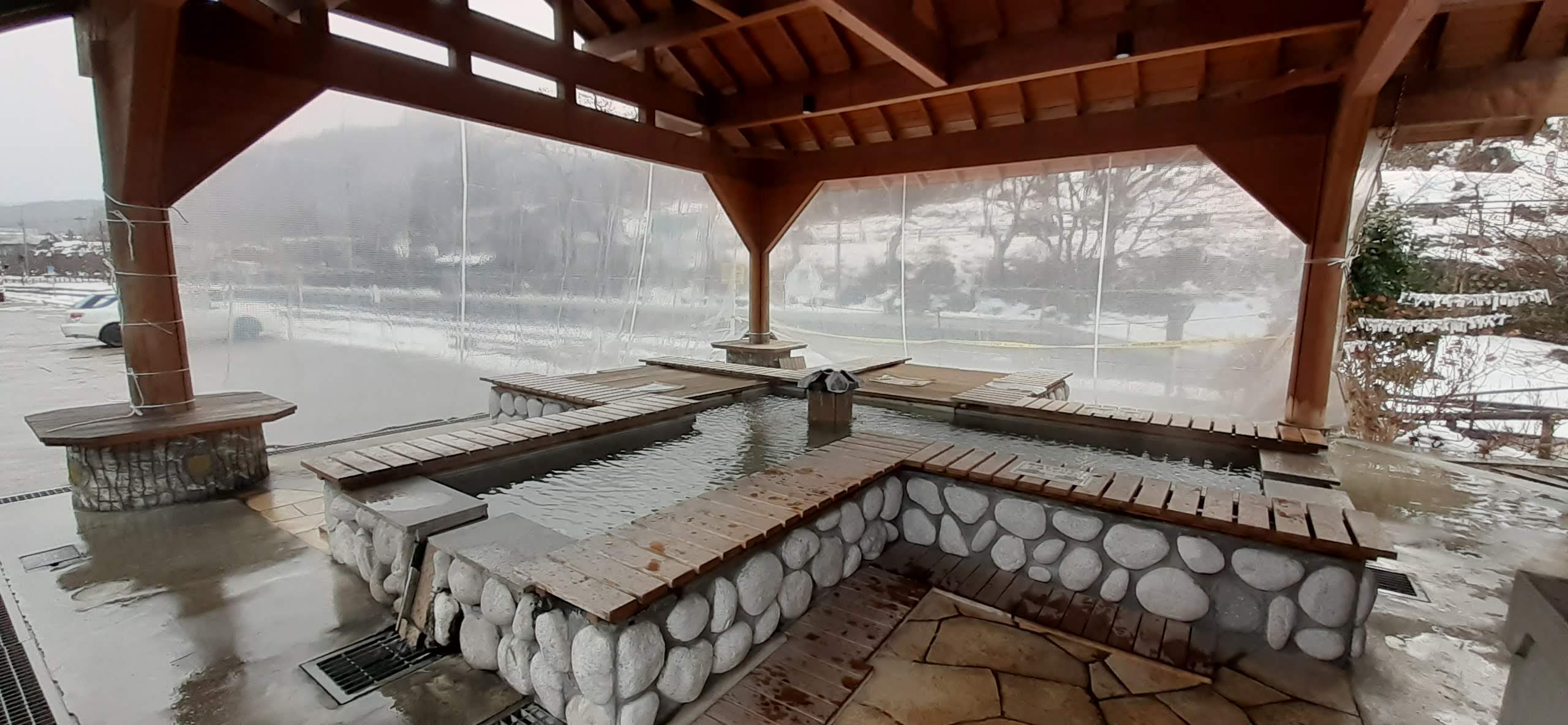
浴槽

## 駅周辺
- 湯野上温泉
- 下郷町役場江川出張所
- 下郷町役場町民体育館
- 江川郵便局
- 中山風穴地特殊植物群落
- 国道121号
- 福島県道215号湯野上温泉停車場線
- 大内宿

## バス路線
- 湯野上温泉駅（広田タクシー）※駅隣・駐車場内
  - 猿游号：大内宿行（4 - 11月運行）
- 湯野上温泉駅前（会津バス）※駅裏・国道121号線上
  - 大内上・小沼崎・枝松（平日のみ運行）
  - 新湯入口・会津下郷駅・会津田島駅（平日のみ運行）

## 隣の駅
会津鉄道
■会津線
□快速「リレー号」
芦ノ牧温泉駅 ← 湯野上温泉駅 ← 塔のへつり駅
□快速「AIZUマウントエクスプレス」・□快速（無愛称の会津若松行き）・■普通（「リレー号」含む）
芦ノ牧温泉南駅 - 湯野上温泉駅 - 塔のへつり駅